# Vurnarskij rajon
Il Vurnarskij rajon (in russo Вурнарский район?; in lingua ciuvascia: Вăрнар районĕ) è un rajon della Repubblica Ciuvascia, nella Russia europea; il capoluogo è l'insediamento di tipo urbano di Vurnary. Istituito il 5 settembre 1927, ricopre una superficie di 1 012,59 km² e conta 29 450 abitanti. Il rajon è suddiviso in un distretto urbano e 18 insediamenti rurali.
Il distretto si trova al centro della repubblica autonoma e confina con il rajon Alikovskij a nord, il rajon Ibresinskij a sud, il rajon Kanašskij ad est e il rajon Šumerlinskij ad ovest. Il fiume principale del territorio è il Civil'.

## Altre località
Algazino, Apnerij, Azim Sirma, Burmankasij, Kalinino, Kolzovka, Sanarpozij.